# Industriedorf
Als Industriedorf werden in der geschichtswissenschaftlichen Forschung Ortschaften bezeichnet, die aufgrund eines erhöhten und beschleunigten Wachstums (Urbanisierung) während des Industrialisierungsprozesses einen rasanten soziokulturellen und sozioökonomischen Wandel durchlaufen haben und noch wenige Jahrzehnte zuvor eine über Jahrhunderte andauernde Existenz als reine Bauerndörfer vorweisen konnten. Es handelt sich um ein Phänomen des 19. und frühen 20. Jahrhunderts.

## Charakter
Industriedörfer entstanden bereits während der ökonomischen Verdichtung europäischer Regionen der Früh- und Protoindustrialisierung, beispielsweise in Sachsen, Oberschlesien, an Rhein und Ruhr, im Bergischen Land oder im deutschen Südwesten, aber auch in England und Wales, in Flandern und Brabant. Sie waren gekennzeichnet durch eine Erfassung großer Bevölkerungsanteile durch eine bestimmte Produktionsart eines bestimmten Massen- und Verbrauchsprodukts, wie etwa im Verlagssystem der Weber, der Spinner und Garnhersteller, des Metall verarbeitenden Gewerbes oder des Bergbaus.
Entscheidend waren die Vergangenheiten und historischen Ausgangslagen der jeweiligen Produktionsorte, die nur ein oder zwei Generationen zuvor ausschließlich oder überwiegend durch Agrarproduktion für den lokalen oder regionalen Abnehmermarkt bestimmt waren, deren Bewohner nun aber überwiegend für einen überregionalen Markt in industrieller oder protoindustrieller Weise massenhaft produzierten. Die demografische Entwicklung verlief parallel durch Binnenzuwanderung oder Immigration explosionsartig; von einigen Hundert Einwohnern steigerten sich die Einwohnerzahlen auf mehrere 10.000 Menschen. Hinzu kamen die nötigen Anbindungen an die Infrastruktur (Eisenbahn, Häfen, Fernstraßen), das Investment beteiligter Konsortien oder Aktiengesellschaften sowie der Ausbau der Produktionsmittel. Dieser Gesamtprozess ist nur teilweise als erfolgreiche "Modernisierung" oder "Urbanisierung" zu bezeichnen, da konventionelle urbane Strukturen sich nur verlangsamt (oder gar nicht) herausbildeten und soziale Spannungen kaum ausblieben. Charakteristisch ist auch das langlebige Nebeneinander von Industrieproduktion, Emissionen, Lärm, Verkehr und Hektik einerseits und "dörflicher" Atmosphäre, alter Bausubstanz der Ortskerne und Resten einer vormodernen "Gemütlichkeit" andererseits.
Detlef Vonde definiert das Industriedorf mit folgenden Merkmalen: "Qualitativ drückte sich der Urbanisierungsprozess dort, wo wahllos Arbeitskräfte und Produktionsanlagen zusammengezogen worden waren, aus durch
- fragmentarische Infrastruktur,
- chronische Unterversorgung der Bevölkerung,
- ökologische Verwüstung,
- urbane Defizite."[1]

Für diese Definition ist es nicht relevant, ob die Industriedörfer zuvor Stadtrechte hatten oder nicht. Entscheidend ist der ehemals ländlich-agrarische Charakter des Ortes, der durch den Urbanisierungsprozess verschwand oder vollständig marginalisiert wurde. Vonde schreibt weiter, die "Riesendörfer an der Emscher wie Altenessen, Borbeck, Bottrop, Hamborn, Meiderich, Osterfeld, Schalke, Sterkrade, Wanne oder Eickel, um nur die bekannteren zu nennen," seien "zu stadtähnlichen Gebilden aufgeblähte Zusammenballungen von industriellen Werken, Gemengelagen aus Arbeitersiedlungen, Halden, Brachen, Schienenwegen mit mehr oder weniger provisorischen Bahnhöfen und ungepflasterten Verkehrswegen" geworden.
Die ehemaligen agrarischen Ortschaften zeichneten sich aus durch:
- historisch geringe Bedeutung (keine reichsstädtische oder landesherrlich herausragende Stellung, keine überregionale Zentralinstanz der vormodernen Grundherrschaft, kein Verwaltungszentrum);
- geringe Einwohnerzahl mit traditionaler Sozialstruktur;
- relativ homogene Einwohnerstruktur, kaum Migration;
- Hauptwirtschaftliche Zweige: Land- und Forstwirtschaft, Gewerbe für den Eigenbedarf;
- geringe ökonomische Innovationsfähigkeit;
- traditionaler Dorfaufbau (Streusiedlung o. ä.); traditionale Architektur und Wohnkultur;
- fehlende oder defizitäre Anbindung an Verkehrswege oder Infrastruktur;
- fehlende Urbanität oder "städtische " Kultur.

Die neuen Industriedörfer hingegen:
- waren umfassend industrialisiert; es wurden Güter für überregionale Märkte produziert;
- waren an Eisenbahnstrecken angebunden;
- wurden in wirtschaftlicher Hinsicht überregional bedeutend;
- waren durch rasanten Bevölkerungszuwachs gekennzeichnet;
- waren zersiedelt oder durch neue architektonische Formen geprägt (Arbeitersiedlung, Fabriken);
- hatten eine heterogene und durch Arbeitsmigration geprägte Einwohnerschaft mit neuen Sozialmilieus (Arbeiterbewegung).

## Rezeption
Ortsansässige bürgerliche Geschichts-, Traditions- und Heimatvereine haben die Existenz der Industriedörfer lange verleugnet und sich einzig auf die Überlieferung zur "alten", agrarischen Dorfkultur konzentriert. Schlote, Fördertürme oder Fabriken wurden beispielsweise aus Fotografien herausretuschiert, da man sich damit schwer tat, die sozialen und ökonomischen Realitäten mit dem eigenen Heimat- und Geschichtsbild zu vereinen. Die ehemals dörfliche "Volkskultur" und die modernen Technologien passten scheinbar nicht zusammen.
Erst die neuere Geschichtsbewegung (Geschichte von unten) der 1980er Jahre hat die Entwicklung zum Industriedorf thematisiert, neue Fragestellungen an die Lokalgeschichte entwickelt und hierzu Themenbereiche wie Zeitzeugenerinnerungen, Arbeit, Alltagspraxis, Arbeiterbewegung, soziale und konfessionelle Milieus, Faschismus, Fest- und Wohnkultur usw. erschlossen. Seit den 1990er Jahren haben Ausstellungen, (Fahrrad-)Routen zur Industriekultur, Fachpublikationen und Fernsehbeiträge die Geschichte der Industriedörfer öffentlichkeitswirksam dargestellt („Wenn der rote Großvater erzählt“).

## Beispiele
- Essen (Rheinprovinz/Ruhrgebiet) hatte um 1840 etwa 6.000, zur Zeit der Reichsgründung bereits mehr als 50.000 und 1907 schon 250.000 Einwohner. Bis ins 19. Jahrhundert eher dörflich-kleinstädtisch geprägt (vor allem in den später eingemeindeten Stadtteilen), begann die Einwohnerschaft Essens durch starke Zuzüge im Verlauf der industriellen Entwicklung im Ruhrgebiet explosionsartig anzuwachsen. Die Fabriken der Werke Krupp, die Kohleminen und Kokereien benötigten Zehntausende Arbeitskräfte. Die schon vor der Industrialisierung bedeutende Stadt Essen selbst gilt nicht als eigentliches Industriedorf, wohl aber die zahlreichen Essener Stadtteile, wie etwa Borbeck, Steele oder Kray.
- Ähnliches gilt für Hamborn, seit 1929 zu Duisburg gehörig. Auch hier waren die einzelnen Stadtteile Industriedörfer, die zusammen seit 1900 die Bürgermeisterei Hamborn bildeten und deren Einwohnerzahlen sich von 2.710 (1871) auf über 110.000 (1919) steigerten. Die Orte, aus denen sich Hamborn um 1900 zusammen setzte, waren nur eine Generation zuvor reine Bauerndörfer gewesen.
- Moers (Niederrhein). Der Beginn des 20. Jahrhunderts stand in Moers ganz im Zeichen des Bergbaus. Lebten im Jahr 1900 noch 6.000 Menschen in der Stadt und weitere 6.000 in der Landbürgermeisterei, so vervielfachten sich die Zahlen in den folgenden Jahren. Von 1904 bis 1913 wurde für rund 10.000 Zuwanderer die Zechen- und Arbeitersiedlung Meerbeck-Hochstraß errichtet, die heute nach einer umfangreichen Sanierung noch eine gesuchte Wohngegend ist.
- Bocholt (Provinz Westfalen) hatte die Einwohnerzahlen von 4.000 (1830) auf 21.278 (1900) gesteigert. Die Industrialisierung, die in Bocholt 1852 mit der Aufstellung der ersten Dampfmaschine für eine Spinnerei begann, brachte vor allem ab 1871 einen kräftigen Wirtschaftsaufschwung. Bis zum Beginn des Ersten Weltkriegs wurden mindestens 114 Textilfirmen gegründet. Mit dem Aufstieg der Textilindustrie waren verbunden ein ebenso kräftiger Bevölkerungsanstieg.
- Laichingen (Württemberg), ein seit dem 17. Jahrhundert zentraler Ort der Leineweberei, von der große Bevölkerungsteile lebten.[4]
- Lintorf
- Mössingen (Schwäbische Alb), bekannt durch den Mössinger Generalstreik von 1933.
- Wallbach (Bad Säckingen)
- Böhrigen (Landkreis Mittelsachsen) hatte 1834 nur 93 Einwohner, 1871 waren es über 1.000, die zu erheblichen Teilen im Bergbau beschäftigt waren.[5]
- Bytom (deutsch: Beuthen) in Oberschlesien, wo insbesondere seit dem Ende des 19. Jahrhunderts Bergbau (Steinkohle-, Zink- und Bleierzvorkommen) betrieben wurde,
- Hagen (südöstliches Ruhrgebiet) hatte als Kleinstadt 1804 erst 2.050 Einwohner, 1900 waren es bereits mehr als 50.000. Sie wurde 1848 an das Netz der Bergisch-Märkischen Eisenbahngesellschaft angeschlossen und entwickelte sich zu einem wichtigen Eisenbahnknotenpunkt mit Hochofen- und Stahlwerksanlagen.
- Salzgitter
- Schwenningen
- Eisenhüttenstadt
- Wylam (England, Northumberland).